# Turicella otitidis
Turicella otitidis és l’única espècie que forma el gènere Turicella. Es tracta d’un bacil aeròbic, grampositiu, corineforme, catalasa positiu i oxidasa negatiu que forma part de la microbiota habitual del conducte auditiu extern.
És sensible a les tetraciclines i a l'amoxicil·lina i resistent al sulfametoxazole i al cotrimoxazolei algunes soques han desenvolupat mutacions que els atorguen resistència als macròlids.
La primera descripció de T. otitidis  va ser realitzada alhora per dos investigadors de manera independent. Van descobrir un microorganisme, similar al Corynebacterium afermentans, però amb un perfil bioquímic diferent. Aquest microorganisme estava implicat casos d’otitis mitja en infants. Un temps més tard, la seqüenciació de la part del seu ARN ribosòmic 16S va determinar que eren filogenèticament diferents als Corynebacterium i es va proposar aplicar un nou gènere per a aquest microorganisme.
Des de llavors s’ha obtingut poca informació d’aquest microorganisme, de manera que el seu paper en la patologia de l’oïda és encara controvertida.
La seva identificació no és fàcil, que creix lentament in vitro i la seva tinció gram no ajuda gaire en la discriminació.
Recentment (2020) s’ha detectat que T. otitidis  podria ser un potencial patogen i estar implicat en la patogènesi de l’èczema palmoplantar (dermatitis).